# Ray Lynch
Raymond Lynch es un músico de New Age estadounidense. Nació en Salt Lake City, Utah en 1943 en el seno de una familia musical y artística. Su madre era una pianista de música clásica y artista de acuarela. A los 6 años, Lynch comenzó a estudiar el piano hasta los 12 años, donde fue inspirado por la música de discos clásicos de Andrés Segovia y decidió emprender su carrera en la música. Asistió a St. Stephen's Episcopal School y a la Austin High School en Austin, Texas. Posteriormente ingresó en el campus principal de la Universidad de Texas durante un año antes de trasladarse a Barcelona, España, donde fue aprendiz del maestro de guitarra clásica, Eduardo Sainz de la Maza, durante tres años. Tras su estancia en España, Lynch decidió regresar a la Universidad de Texas, donde estudió composición musical. Si bien en la universidad Lynch fue invitado a Nueva York para unirse a The Renaissance Quartet, donde actuaba como guitarra clásica y laúd durante varios años.
En los comienzos de su carrera musical, Lynch era un desconocido guitarrista clásico y laudista que comenzó a escribir música instrumental que mezclaba sonidos melódicos, clásicos y electrónicos. Su álbum debut, The Sky of Mind (1983), fue prueba de esa composición de sonidos clásicos y espaciales, lo que le sirvió al álbum para lograr un gran éxito underground. Cuando Lynch lanzó su segundo álbum, Deep Breakfast (1984), él y su mujer Kathleen vendieron 50.000 copias del álbum en su pequeño apartamento de San Rafael, California, antes de permitir negociar sus trabajos musicales con una distribuidora. Deep Breakfast ha vendido un millón de copias sin hacer ninguna actuación y fue el primer álbum lanzado de manera independiente que alcanzaba el disco de platino por la RIAA.
El tercer álbum de Lynch, No Blue Thing (1989) ganó dos premios Billboard y, en 1993, Lynch lanzó su cuarto álbum, el clásico Nothing Above My Shoulders but the Evening junto a miembros de la Orquesta Sinfónica de San Francisco. El quinto y más reciente álbum de Lynch es Ray Lynch: Best Of, Volume One (1998), donde repasa retrospectivamente su carrera e incluye tres temas inéditos.

## Discografía
- The Sky of Mind (1983)
- Deep Breakfast  (1984)
- No Blue Thing   (1989)
- Nothing Above My Shoulders but the Evening (1993)
- Ray Lynch: Best Of, Volume One (1998)